# Wahlbezirk Böhmen 6
Der Wahlbezirk Böhmen 6 war ein Wahlkreis für die Wahlen zum Abgeordnetenhaus im österreichischen Kronland Böhmen. Der Wahlbezirk wurde 1907 mit der Einführung der Reichsratswahlordnung geschaffen und bestand bis zum Zusammenbruch der Habsburgermonarchie.

## Geschichte
Nachdem der Reichsrat im Herbst 1906 das allgemeine, gleiche, geheime und direkte Männerwahlrecht beschlossen hatte, wurde mit 26. Jänner 1907 die große Wahlrechtsreform durch Sanktionierung von Kaiser Franz Joseph I. gültig. Mit der neuen Reichsratswahlordnung schuf man insgesamt 516 Wahlbezirke, wobei mit Ausnahme Galiziens in jedem Wahlbezirk ein Abgeordneter im Zuge der Reichsratswahl gewählt wurde. Der Abgeordnete musst sich dabei im ersten Wahlgang oder in einer Stichwahl mit absoluter Mehrheit durchsetzen. Der Wahlkreis Böhmen 6 umfasste den VII. Prager Gemeindebezirk (Holleschowitz-Bubna). Aus der Reichsratswahl 1907 ging František Soukup (Tschechischen Sozialdemokratischen Partei) als Sieger hervor. Bei der Reichsratswahl 1911 konnte sich hingegen Jiří Stříbrný von der Tschechischen national-sozialen Partei durchsetzen.

## Wahlen

### Reichsratswahl 1907
Die Reichsratswahl 1907 wurde am 14. Mai 1907 durchgeführt. Da sich František Soukup bereits im ersten Wahlgang durchsetzen konnte, entfiel die Stichwahl.
| Kandidat                                                              | Partei                                  | Wahlkreisstimmen | Prozent |
| --------------------------------------------------------------------- | --------------------------------------- | ---------------- | ------- |
| František Soukup                                                      | Tschechische Sozialdemokratische Partei | 3672             | 56,7 %  |
| Dr. Šamánek                                                           | Jungtschechen                           | 1362             | 21,0 %  |
| Josef Cerny                                                           | Tschechische national-soziale Partei    | 1109             | 17,1 %  |
| Alexander Richter                                                     | Deutsche Fortschrittspartei             | 178              | 2,7 %   |
| Sykora                                                                | Katholische Volkspartei                 | 116              | 1,8 %   |
| Raphael Pacher                                                        | Freialldeutsche Partei                  | 33               | 0,5 %   |
|                                                                       | Sonstige Parteien                       | 11               | 0,2 %   |
| Wahlberechtigte: 9342, Ungültige Stimmen: 14, Wahlbeteiligung: 69,5 % |                                         |                  |         |

### Reichsratswahl 1911
Die Reichsratswahl 1911 wurde am 13. Juni 1911 durchgeführt. Die Stichwahl entfiel auf Grund des absoluten Mehrheit für Jiří Stříbrný im ersten Wahlgang.
| Kandidat                                                              | Partei                                  | Wahlkreisstimmen | Prozent |
| --------------------------------------------------------------------- | --------------------------------------- | ---------------- | ------- |
| Jiří Stříbrný                                                         | Tschechische national-soziale Partei    | 3992             | 51,0 %  |
| František Soukup                                                      | Tschechische Sozialdemokratische Partei | 3598             | 46,0 %  |
| Alexander Richter                                                     | Deutsche Fortschrittspartei             | 166              | 2,1 %   |
| Antonín Hrůza                                                         | Tschechische Christlichsoziale Partei   | 50               | 0,6 %   |
| Antonín Kovanda                                                       | Staatsrechtlich-fortschrittliche Partei | 13               | 0,2 %   |
|                                                                       | Sonstige                                | 7                | 0,1 %   |
| Wahlberechtigte: 8999, Ungültige Stimmen: 37, Wahlbeteiligung: 87,4 % |                                         |                  |         |